# Lisa Jane Smith
Lisa Jane Smith (znana kot L. J. Smith), ameriška pisateljica, * 4. september 1958, Orange County, Kalifornija, ZDA, † 8. marec 2025, Danville, Kalifornija.
L. J. Smith, kot je bolj poznana v svetu književnosti, je bila priznana ameriška pisateljica romanov za mlajše odrasle. Njene knjige združujejo elemente nadnaravnega, fantazije, znanstvene fantastike in romantičnosti.

## Dela
- The Night of the Solstice (1987);
- Heart of Valor (1990)

### Serije
- Secret Vampire (1996)
- Daughters of Darkness (1996)
- Spellbinder (1996)
- Dark Angel (1996)
- The Chosen (1997)
- Soulmate (1997)
- Huntress (1997)
- Black Dawn (1997)
- Witchlight (1998)

### The Vampire Diaries (serija)
- Prebujenje (en. The Awakening) (1991)
- Spopad (en. The Struggle) (1991)
- Bes (en. The Fury) (1991)
- Snidenje (en. Dark Reunion) (1992)
- The Return: Nightfall (2009)
- The Return: Shadow Souls (2010)
- The Return: Midnight (2011)
- The Hunters: Phantom (2011)
- The Hunters: Moonsong (2012)
- The Hunters: Eternity

### Trilogije
- The Secret Circle: The Initiation (1992); The Captive (1992); The Power (1992).
- The Forbidden Game: The Hunter (1994); The Chase (1994); The Kill (1994).
- Dark Visions Trilogy: The Strange Power (1994); The Possessed (1995); The Passion (1995).

### Kratke zgodbe
- Blood Will Tell
- Thicker Than Water
- Ash and Mary-Lynnette/Those Who Favor Fire
- Jez and Morgead's Night Out
- Brionwy's Lullaby
- Bonnie and Damon - After Hours
- Matt and Elena- First Date
- Matt and Elena - Tenth Date/On Wickery Pond
- Elena's Christmas